# Weyl-groep
In de groepentheorie, een deelgebied van de wiskunde, en met name in de theorie van de lie-algebra's, is de weyl-groep van een wortelsysteem een ondergroep van de isometriegroep van dat wortelsysteem. 
Concreet is de weyl-groep de ondergroep die wordt gegenereerd door spiegelingen door de hypervlakken die loodrecht op de wortels staan. Het wortelstelsel van {\displaystyle \mathrm {A} _{2}} bijvoorbeeld bestaat uit de hoekpunten van een regelmatige zeshoek die in de oorsprong is gecentreerd. De weyl-groep van dit wortelsysteem is een ondergroep van index twee van de dihedrale groep van orde 12. De weyl-groep is isomorf met {\displaystyle \mathrm {S} _{3}}, de symmetrische groep, die wordt gegenereerd door de drie spiegelingen op de hoofddiagonaal van de zeshoek.
De weyl-groep van een halfenkelvoudige lie-groep, een halfenkelvoudige lie-algebra, een halfenkelvoudige lineaire algebraïsche groep, enz. is de weyl-groep van het wortelstelsel van die groep of die algebra